# Новый (Мирнинский район)
Но́вый — село в Мирнинском районе Республики Саха (Якутия) России. Входит в состав городского поселения «посёлок Алмазный». Основано в 1954 году.

## География
Село находится в западной части Якутии, в пределах Верхневилюйского плато, на берегу реки Оччугуй-Ботуобуя (бассейн Вилюя), на федеральной автомагистрали А331 «Вилюй», на расстоянии 21 км к юго-востоку от города Мирный, административного центра района.

### Климат
Климат характеризуется как резко континентальный, с продолжительной морозной зимой и жарким летом. Абсолютный минимум температуры воздуха самого холодного месяца составляет −65 °C; абсолютный максимум самого тёплого месяца — 37 °C.

## Население
| 2002 | 2010 | 2021 |
| ---- | ---- | ---- |
| 242  | ↘76  | ↘71  |

## Улицы
- ул. Алмазная,
- ул. Мира,
- ул. Набережная,
- ул. Спортивная,
- ул. Строителей.